# Wolfram(VI)-oxidtetrafluorid
Wolfram(VI)-oxidtetrafluorid ist eine chemische Verbindung des Wolframs aus der Gruppe der Oxidfluoride.

## Gewinnung und Darstellung
Wolfram(VI)-oxidtetrafluorid kann durch Reaktion von Wolfram mit einer Mischung aus Sauerstoff und Fluor bei hohen Temperaturen gewonnen werden. Es ist auch durch Reaktion von Wolfram(VI)-fluorid mit Wasser darstellbar.
{\displaystyle {\ce {WF6 + H2O -> WOF4 + 2 HF}}}
Ebenfalls möglich ist die Darstellung durch Reaktion von Wolfram(VI)-oxidtetrachlorid mit Fluorwasserstoff
{\displaystyle {\ce {WOCl4 + 4HF -> WOF4 + 4HCl}}}
oder durch Reaktion von Blei(II)-fluorid mit Wolframtrioxid bei 700 °C.
{\displaystyle {\ce {2PbF2 + WO3 -> WOF4 + 2PbO}}}

## Eigenschaften
Wolfram(VI)-oxidtetrafluorid ist ein farbloser Feststoff, der sich in Wasser unter Bildung von Wolframsäure zersetzt.
{\displaystyle {\ce {WOF4 + 2 H2O -> WO3 + 4 HF}}}
Im festen Zustand wurde früher eine tetramere Struktur angenommen, was später durch spektroskopische Untersuchungen in Frage gestellt wurde. Im gasförmigen Zustand hat die Verbindung eine monomere Struktur. Mit Acetonitril und anderen Verbindungen bildet es Komplexe.